# 江寧路駅
座標: 北緯31度14分45.7秒 東経121度26分21.8秒 / 北緯31.246028度 東経121.439389度
江寧路駅（こうねいろえき）とは、中華人民共和国上海市普陀区長寿路江寧路に位置する上海地下鉄13号線の駅。

## 駅構造
島式ホーム1面2線の地下駅。ホームドア設置。

## 駅出口
- 1号出口：昌化路、長寿路
- 2号出口：昌化路、長寿路
- 3号出口：江寧路、長寿路
- 4号出口：江寧路、長寿路

## 歴史
- 2015年12月19日 - 13号線開業。

## 隣の駅
上海地下鉄
■13号線
長寿路駅 - 江寧路駅 - 漢中路駅